# Oligoryzomys
Az Oligoryzomys az emlősök (Mammalia) osztályának rágcsálók (Rodentia) rendjébe, ezen belül a hörcsögfélék (Cricetidae) családjába tartozó nem.

## Rendszerezés
A nembe az alábbi 18 faj tartozik:
- Oligoryzomys andinus Osgood, 1914
- Oligoryzomys arenalis Thomas, 1913
- Oligoryzomys brendae Massoia, 1998
- Oligoryzomys chacoensis Myers & Carleton, 1981
- Oligoryzomys destructor Tschudi, 1844
- Oligoryzomys flavescens (Waterhouse, 1837)
- Oligoryzomys fornesi Massoia, 1973
- Oligoryzomys fulvescens Saussure, 1860 - típusfaj
- Oligoryzomys griseolus Osgood, 1912
- Oligoryzomys longicaudatus Bennett, 1832
- Oligoryzomys magellanicus Bennett, 1836
- Oligoryzomys microtis J. A. Allen, 1916
- Oligoryzomys moojeni Weksler & Bonvicino, 2005
- Oligoryzomys nigripes Olfers, 1818 - szinonimák: Oligoryzomys delticola, Oligoryzomys eliurus
- Oligoryzomys rupestris Weksler & Bonvicino, 2005
- Oligoryzomys stramineus Bonvicino & Weksler, 1998
- Oligoryzomys vegetus Bangs, 1902
- †Oligoryzomys victus Thomas, 1898

## Wilhelm Leche rajzai az Oligoryzomys flavescensról

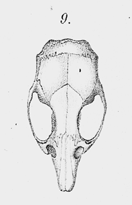
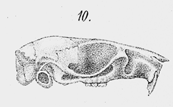
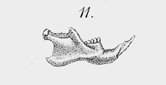